# フォスター山

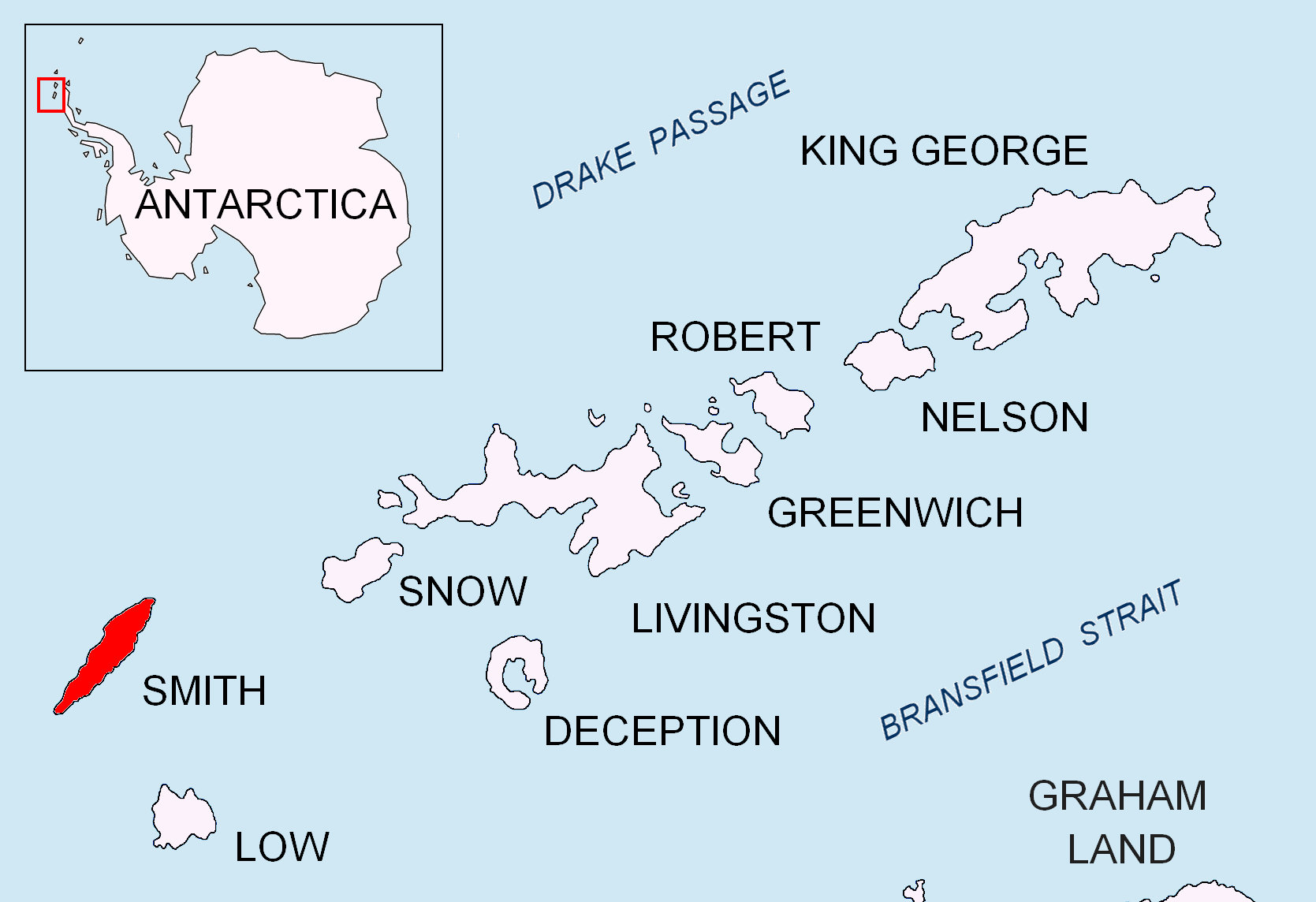
スミス島の位置

フォスター山(フォスターさん、Mount Foster)は、サウス・シェトランド諸島のスミス島にある標高2105mの山である。この山はサウス・シェトランド諸島の最高峰である。フォスター山には3つの山頂があり、フォスター山は最も南の山頂である。真ん中の山頂はEvlogi Peak(2090m)、最も北の山頂はAntim Peak(2070m)である。1996年1月29日にグレッグ・ランドレスらが初めて登頂した。
この山は、1829年にサウス・シェトランド諸島を探検したHMSシャンティクリアの船長ヘンリー・フォスターにちなんで命名された。